# Colombie aux Jeux olympiques d'été de 2012
La Colombie participe aux Jeux olympiques d'été de 2012 à Londres au Royaume-Uni du 27 juillet au 12 août 2012. Il s'agit de sa 18e participation à des Jeux d'été.
La délégation olympique colombienne, composée de 104 athlètes, est représentée par son porte-drapeau, la coureuse cycliste Mariana Pajón, championne du monde en 2011 dans la catégorie élite dames.

## Délégation
Le comité olympique colombien sélectionne une délégation de 104 athlètes qui participent aux épreuves de 18 sports.

## Arrivée au village olympique, cérémonies d'ouverture et de clôture
La Colombie est la 43e délégation, après la république populaire de Chine et avant les Comores à entrer dans le stade olympique de Londres au cours du défilé des nations durant la cérémonie d'ouverture. Le porte-drapeau du pays est la cycliste Mariana Pajón, qui succède à la cycliste María Luisa Calle lors des Jeux olympiques d'été de 2008 à Pékin.
Les délégations défilent mélangées lors de la cérémonie de clôture à la suite du passage de l'ensemble des porte-drapeaux des nations participantes. Comme lors de la cérémonie d'ouverture, le drapeau de la Colombie est porté par Mariana Pajón.

## Récompenses

### Médailles
La délégation colombienne remporte neuf médailles : une d'or, trois d'argent et cinq de bronze. Elle est 38e au classement des nations officiel prenant d'abord en compte le nombre de médailles d'or et 30e au classement basé sur le nombre total de médailles.
| Médaille | Nom                | Sport              | Compétition               | Date       |
| -------- | ------------------ | ------------------ | ------------------------- | ---------- |
| Argent   | Rigoberto Urán     | Cyclisme sur route | Course en ligne masculine | 28 juillet |
| Argent   | Óscar Figueroa     | Haltérophilie      | Moins de 62 kg hommes     | 30 juillet |
| Bronze   | Yuri Alvear        | Judo               | Moins de 70 kg femmes     | 1er août   |
| Argent   | Caterine Ibargüen  | Athlétisme         | Triple saut femmes        | 5 août     |
| Bronze   | Óscar Muñoz Oviedo | Taekwondo          | Moins de 58 kg hommes     | 8 août     |
| Bronze   | Jackeline Rentería | Lutte              | Moins de 55 kg femmes     | 9 août     |
| Or       | Mariana Pajón      | BMX                | BMX femmes                | 10 août    |
| Bronze   | Carlos Oquendo     | BMX                | BMX hommes                | 10 août    |
| Bronze   | Ubaldina Valoyes   | Haltérophilie      | Moins de 69 kg femmes     | 1er août   |

### Diplômes
La délégation colombienne remporte également seize diplômes olympiques pour un total de 66 points.

## Épreuves

### Athlétisme

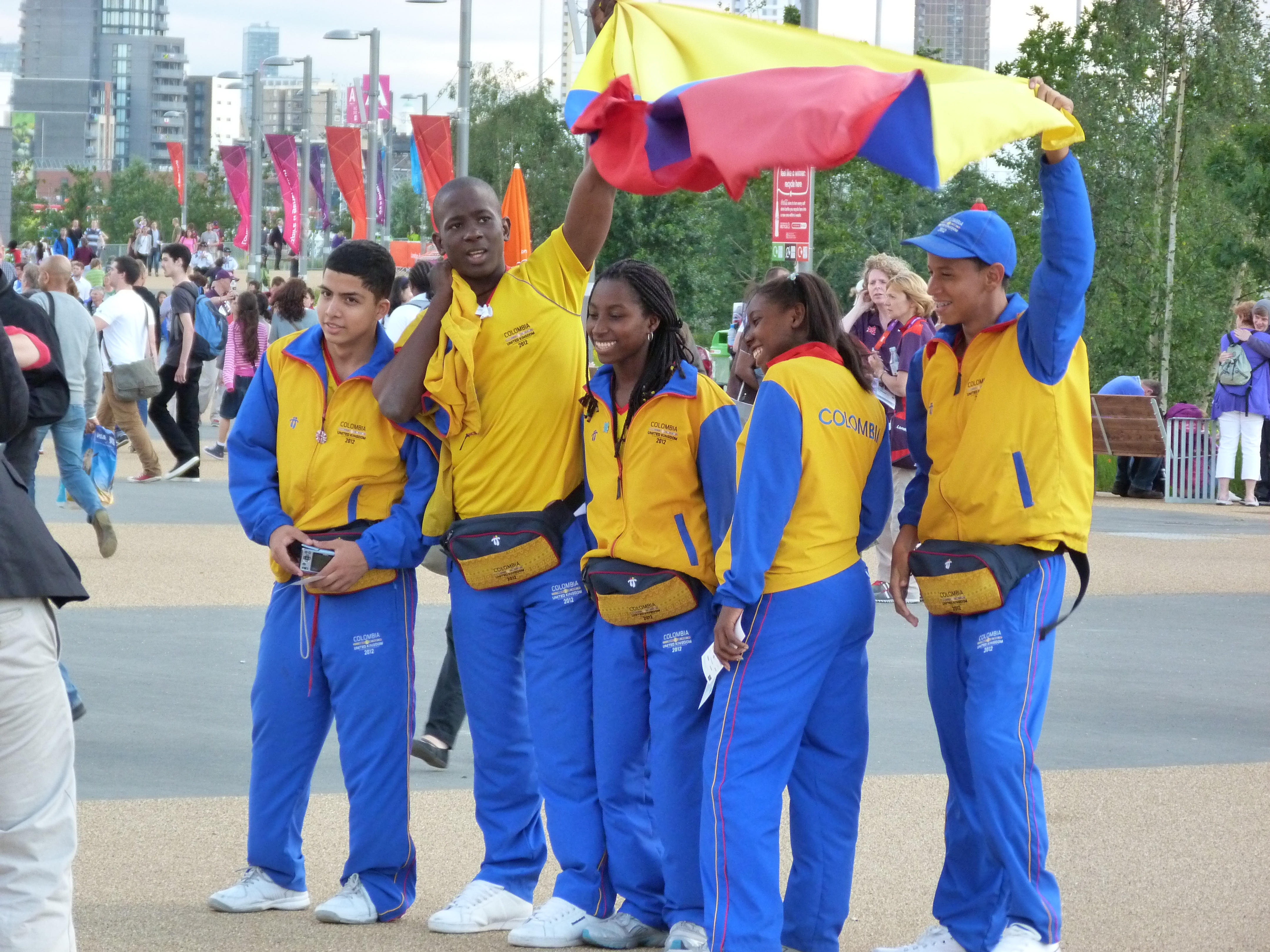
Concurrents colombiens au Parc olympique.

#### Qualification
Pour chaque épreuve, un pays peut engager trois athlètes à condition qu'ils aient réussi chacun les minima A de qualification. Par ailleurs, un seul athlète par nation est inscrit sur la liste de départ si seuls les minima B sont atteints. Les minima de qualification sont fixés par l'Association internationale des fédérations d'athlétisme et doivent être réalisés entre le 1er mai 2011 et le 8 juillet 2012. Pour le marathon, les épreuves de marche ainsi que le 10 000 m, la période est fixée entre le 1er janvier 2011 et le 8 juillet 2012. Pour les relais, une seule équipe par pays est autorisée à concourir. Une moyenne des deux meilleurs temps réalisés entre le 1er janvier 2011 et le 2 juillet 2012 déterminent les 16 équipes qualifiées pour chacune des distances.
Les athlètes de la Colombie ont jusqu'ici atteint les minima de qualification dans les épreuves d'athlétisme suivantes :
Hommes
Courses
| Athlète             | Épreuve      | Séries        | Séries | Quarts de finale | Quarts de finale | Demi-finales | Demi-finales | Finale               | Finale |
| Athlète             | Épreuve      | Résultat      | Rang   | Résultat         | Rang             | Résultat     | Rang         | Résultat             | Rang   |
| ------------------- | ------------ | ------------- | ------ | ---------------- | ---------------- | ------------ | ------------ | -------------------- | ------ |
| Éider Arévalo       | 20 km marche | NC            | NC     | NC               | NC               | NC           | NC           | 1 h 22 min 00 s      | 20e    |
| Juan Carlos Cardona | Marathon     | NC            | NC     | NC               | NC               | NC           | NC           | 2 h 40 min 13 s      | 83e    |
| Fredy Hernandez     | 50 km marche | NC            | NC     | NC               | NC               | NC           | NC           | 3 h 56 min 00 s (MP) | 33e    |
| Luis Fernando López | 20 km marche | NC            | NC     | NC               | NC               | NC           | NC           | DQ                   | –      |
| Isidro Montoya      | 100 m        | exempt        | exempt | 10 s 54          | 45e              | –            | –            | –                    | –      |
| James Rendón        | 20 km marche | NC            | NC     | NC               | NC               | NC           | NC           | 1 h 22 min 54 s (MS) | 28e    |
| Rafith Rodriguez    | 800 m        | 1 min 47 s 70 | 30e    | NC               | NC               | –            | –            | –                    | –      |
| Paulo Villar        | 110 m haies  | 13 s 55 (MS)  | 22e    | NC               | NC               | –            | –            | –                    | –      |

Concours
| Athlète        | Épreuve           | Qualification | Qualification | Finale   | Finale |
| Athlète        | Épreuve           | Distance      | Rang          | Distance | Rang   |
| -------------- | ----------------- | ------------- | ------------- | -------- | ------ |
| Dayron Marquez | Lancer du javelot | 77,59 m       | 26e           | –        | –      |
| Wanner Miller  | Saut en hauteur   | 2,26 m        | 12e           | 2,25 m   | 9e     |

Femmes
Courses
| Athlète                                                                                                  | Épreuve          | Séries         | Séries  | Quarts de finale | Quarts de finale | Demi-finales       | Demi-finales | Finale               | Finale |
| Athlète                                                                                                  | Épreuve          | Résultat       | Rang    | Résultat         | Rang             | Résultat           | Rang         | Résultat             | Rang   |
| --- | ---------------- | -------------- | ------- | ---------------- | ---------------- | ------------------ | ------------ | -------------------- | ------ |
| Erika Abril                                                                                              | Marathon         | NC             | NC      | NC               | NC               | NC                 | NC           | 2 h 33 min 33 s (RN) | 51e    |
| Sandra Arenas                                                                                            | 20 km marche     | NC             | NC      | NC               | NC               | NC                 | NC           | 1 h 33 min 21 s      | 31e    |
| Yolanda Caballero                                                                                        | Marathon         | NC             | NC      | NC               | NC               | NC                 | NC           | DNF                  | -      |
| Angela Figueroa                                                                                          | 3 000 m steeple  | 10 min 25 s 60 | 43e     | NC               | NC               | NC                 | NC           | –                    | –      |
| Lina Florez                                                                                              | 100 m haies      | 13 s 17        | 23e     | NC               | NC               | –                  | –            | –                    | –      |
| Rosibel García                                                                                           | 800 m            | 2 min 01 s 30  | 8e      | NC               | NC               | 2 min 00 s 16 (MS) | 12e          | –                    | –      |
| Norma González                                                                                           | 200 m            | 23 s 46 (MS)   | 36e     | NC               | NC               | –                  | –            | –                    | –      |
| Ingrid Hernandez                                                                                         | 20 km marche     | NC             | NC      | NC               | NC               | NC                 | NC           | 1 h 33 min 34 s (MP) | 33e    |
| Yomara Hinestroza                                                                                        | 100 m            | exempte        | exempte | 11 s 56 (MS)     | 43e              | –                  | –            | –                    | –      |
| Brigitte Merlano                                                                                         | 100 m haies      | 13 s 21 (MS)   | 24e     | NC               | NC               | –                  | –            | –                    | –      |
| Princesa Oliveros                                                                                        | 400 m haies      | 58 s 95        | 38e     | NC               | NC               | –                  | –            | –                    | –      |
| Arabelly Orjuela                                                                                         | 20 km marche     | NC             | NC      | NC               | NC               | NC                 | NC           | 1 h 35 min 05 s      | 42e    |
| Jennifer Padilla                                                                                         | 400 m            | DQ             | -       | NC               | NC               | –                  | –            | –                    | –      |
| Nelcy Caicedo Norma González Yomara Hinestroza Maria Alejandra Idrobo Darlenis Obregon Eliecith Palacios | Relais 4 × 100 m | 43 s 21 (MS)   | 11e     | NC               | NC               | NC                 | NC           | –                    | –      |

Concours
| Athlète           | Épreuve           | Qualification | Qualification | Finale   | Finale                             |
| Athlète           | Épreuve           | Distance      | Rang          | Distance | Rang                               |
| ----------------- | ----------------- | ------------- | ------------- | -------- | ---------------------------------- |
| Caterine Ibargüen | Saut en longueur  | DNS           | -             | -        | -                                  |
| Caterine Ibargüen | Triple saut       | 14,42 m       | 4e            | 14,80 m  | Médaille d'argent, Jeux olympiques |
| Sandra Lemos      | Lancer du poids   | 16,50 m       | 27e           | -        | -                                  |
| Johana Moreno     | Lancer du marteau | 68,53 m       | 18e           | –        | –                                  |
| Flor Ruiz         | Lancer du javelot | 54,34 m       | 32e           | –        | –                                  |

### Boxe
Hommes
| Athlète          | Compétition           | 1/16 de finale        | 1/8 de finale       | Quarts de finale    | Demi-finales        | Finale              |
| Athlète          | Compétition           | Adversaire Résultat   | Adversaire Résultat | Adversaire Résultat | Adversaire Résultat | Adversaire Résultat |
| ---------------- | --------------------- | --------------------- | ------------------- | ------------------- | ------------------- | ------------------- |
| Eduar Marriaga   | Légers (-60 kg)       | Wellington Arias 8-17 | –                   | –                   | –                   | –                   |
| César Villarraga | Super-légers (-64 kg) | Roniel Iglesias 9-20  | –                   | –                   | –                   | –                   |
| Jeysson Monroy   | Mi-lourds (-81 kg)    | E Rouzbahani 10-12    | –                   | –                   | –                   | –                   |

### Cyclisme

#### Cyclisme sur route
En cyclisme sur route, la Colombie a qualifié trois hommes et aucune femme. L'équipe masculine est composée de Rigoberto Urán, Sergio Henao et Fabio Duarte. Tous trois disputent la course en ligne et Fabio Duarte prend également part au contre-la-montre.
Hommes
| Athlète        | Compétition      | Temps          | Rang |
| -------------- | ---------------- | -------------- | ---- |
| Fabio Duarte   | Course en ligne  | DNF            | -    |
| Fabio Duarte   | Contre-la-montre | 57 min 34 s 20 | 35e  |
| Sergio Henao   | Course en ligne  | 5 min 46 s 05  | 16e  |
| Rigoberto Urán | Course en ligne  | 5 min 45 s 57  | 2e   |

#### Cyclisme sur piste
Vitesse
| Athlète                      | Compétition                 | Qualification            | 1/16 de finale                           | Repêchages                              | 1/8 de finale            | Repêchages               | Quarts de finale         | Demi-finales             | Match pour le bronze     | Match pour le bronze | Finale                   | Finale |
| Athlète                      | Compétition                 | Temps Vitesse            | Adversaire Temps Vitesse                 | Adversaire Temps Vitesse                | Adversaire Temps Vitesse | Adversaire Temps Vitesse | Adversaire Temps Vitesse | Adversaire Temps Vitesse | Adversaire Temps Vitesse | Rang                 | Adversaire Temps Vitesse | Rang   |
| ---------------------------- | --------------------------- | ------------------------ | ---------------------------------------- | --------------------------------------- | ------------------------ | ------------------------ | ------------------------ | ------------------------ | ------------------------ | -------------------- | ------------------------ | ------ |
| Juliana Gaviria              | Vitesse individuelle femmes | 11 s 376 63,291 km/h 13e | Lisandra Guerra D (11 s 390 63,213 km/h) | Natasha Hansen D (11 s 882 60,595 km/h) | -                        | -                        | -                        | -                        | -                        | -                    | -                        | -      |
| Juliana Gaviria Diana García | Vitesse par équipes femmes  | 34 s 870 51,620 km/h 10e | NC                                       | NC                                      | NC                       | NC                       | -                        | NC                       | -                        | -                    | -                        | -      |

Keirin
| Athlète         | Compétition   | 1er tour | Repêchage | 2e tour | Finale |
| Athlète         | Compétition   | Rang     | Rang      | Rang    | Rang   |
| --------------- | ------------- | -------- | --------- | ------- | ------ |
| Fabián Puerta   | Keirin hommes | 3e       | 5e        | -       | -      |
| Juliana Gaviria | Keirin femmes | 4e       | 6e        | -       | -      |

Poursuite
| Athlète                                                               | Compétition                  | Qualification  | Qualification | Demi-finales                        | Demi-finales | Finale                               | Finale |
| Athlète                                                               | Compétition                  | Temps          | Rang          | Adversaire Résultat                 | Rang         | Adversaire Résultat                  | Rang   |
| --------------------------------------------------------------------- | ---------------------------- | -------------- | ------------- | ----------------------------------- | ------------ | ------------------------------------ | ------ |
| Juan Esteban Arango Edwin Ávila Arles Castro Weimar Roldán Kevin Ríos | Poursuite par équipes hommes | 4 min 03 s 712 | 7e            | Espagne D 4 min 05 s 485 (+5 s 965) | -            | Pays-Bas D 4 min 04 s 772 (+0 s 203) | 8e     |

Omnium
| Athlète             | Compétition   | Tour lancé | Tour lancé | Course aux points | Course aux points | Élimination | Poursuite      | Poursuite | Scratch | Contre-la-montre | Contre-la-montre | Total | Rang |
| Athlète             | Compétition   | Temps      | Rang       | Points            | Rang              | Rang        | Temps          | Rang      | Rang    | Temps            | Rang             | Total | Rang |
| ------------------- | ------------- | ---------- | ---------- | ----------------- | ----------------- | ----------- | -------------- | --------- | ------- | ---------------- | ---------------- | ----- | ---- |
| Juan Esteban Arango | Omnium hommes | 13 s 469   | 8          | -18               | 17                | 13          | 4 min 25 s 477 | 4         | 11      | 1 min 03 s 793   | 7                | 60    | 10e  |
| María Luisa Calle   | Omnium femmes | 15 s 559   | 18         | 22                | 8                 | 14          | 3 min 40 s 349 | 7         | 11      | 37 s 937         | 18               | 76    | 16e  |

#### VTT
| Athlète       | Compétition              | Temps           | Rang |
| ------------- | ------------------------ | --------------- | ---- |
| Leonardo Páez | Cross-country VTT hommes | 1 h 36 min 02 s | 28e  |
| Laura Abril   | Cross-country VTT femmes | DNF             | -    |

#### BMX
| Athlète        | Compétition | Qualifications | Qualifications | Quarts de finale | Quarts de finale | Quarts de finale | Quarts de finale | Quarts de finale | Repêchages | Repêchages | Repêchages | Repêchages | Demi-finales | Demi-finales | Demi-finales | Demi-finales | Demi-finales | Finale   | Finale                              |
| Athlète        | Compétition | Résultat       | Rang           | Manche 1         | Manche 2         | Manche 3         | Total            | Rang             | Manche 4   | Manche 5   | Total      | Rang       | Manche 1     | Manche 2     | Manche 3     | Total        | Rang         | Résultat | Rang                                |
| -------------- | ----------- | -------------- | -------------- | ---------------- | ---------------- | ---------------- | ---------------- | ---------------- | ---------- | ---------- | ---------- | ---------- | ------------ | ------------ | ------------ | ------------ | ------------ | -------- | ----------------------------------- |
| Carlos Oquendo | BMX hommes  | 38 s 775       | 14e            | 8 (DNF)          | 4                | 2                | 14               | 4e               | 6          | 1          | 21         | 4e         | 2            | 5            | 4            | 11           | 4e           | 38 s 251 | Médaille de bronze, Jeux olympiques |
| Andrés Jiménez | BMX hommes  | 38 s 445       | 5e             | 3                | 6                | 3                | 12               | 4e               | -          | -          | -          | -          | 3            | 6            | 3            | 12           | 4e           | 53 s 377 | 6e                                  |
| Mariana Pajón  | BMX femmes  | 38 s 787       | 3e             | NC               | NC               | NC               | NC               | NC               | NC         | NC         | NC         | NC         | 1            | 1            | 1            | 3            | 1re          | 37 s 706 | Médaille d'or, Jeux olympiques      |

### Équitation

#### Saut d'obstacles
| Athlète       | Cheval        | Compétition | Qualification | Qualification | Qualification | Qualification | Qualification | Qualification | Qualification | Qualification | Finale    | Finale   | Finale    | Finale   | Finale    | Finale |
| Athlète       | Cheval        | Compétition | 1er tour      | 1er tour      | 2e tour       | 2e tour       | 2e tour       | 3e tour       | 3e tour       | 3e tour       | Finale A  | Finale A | Finale B  | Finale B | Total     | Total  |
| Athlète       | Cheval        | Compétition | Pénalités     | Rang          | Pénalités     | Total         | Rang          | Pénalités     | Total         | Rang          | Pénalités | Rang     | Pénalités | Rang     | Pénalités | Rang   |
| ------------- | ------------- | ----------- | ------------- | ------------- | ------------- | ------------- | ------------- | ------------- | ------------- | ------------- | --------- | -------- | --------- | -------- | --------- | ------ |
| Daniel Bluman | Sancha        | Individuel  | 0             | 1er           | 1             | 1             | 13e           | 4             | 5             | 7e            | 4         | 11e      | 9         | -        | 13        | 20e    |
| Rodrigo Diaz  | Royal Vincken | Individuel  | 1             | 33e           | 10            | 11            | 53e           | -             | -             | -             | -         | -        | -         | -        | -         | -      |

### Escrime
Femmes
| Athlète               | Compétition        | 1/32 de finale   | 1/16 de finale           | 1/8 de finale    | Quarts de finale | Demi-finales     | Finale           | Finale |
| Athlète               | Compétition        | Adversaire Score | Adversaire Score         | Adversaire Score | Adversaire Score | Adversaire Score | Adversaire Score | Rang   |
| --------------------- | ------------------ | ---------------- | ------------------------ | ---------------- | ---------------- | ---------------- | ---------------- | ------ |
| Saskia Loretta Garcia | Fleuret individuel | exempte          | Carolin Golubitskyi 9-14 | -                | -                | -                | -                | -      |

### Football
L'équipe de football féminine participe aux JO.

#### Tournoi féminin
Classement
| Rang | Équipe        | Pts | J | G | N | P | Bp | Bc | Diff |
| ---- | ------------- | --- | - | - | - | - | -- | -- | ---- |
| 1    | États-Unis    | 9   | 3 | 3 | 0 | 0 | 8  | 2  | +6   |
| 2    | France        | 6   | 3 | 2 | 0 | 1 | 8  | 4  | +4   |
| 3    | Corée du Nord | 3   | 3 | 1 | 0 | 2 | 2  | 6  | -4   |
| 4    | Colombie      | 0   | 3 | 0 | 0 | 3 | 0  | 6  | -6   |

|  | Qualifié pour le deuxième tour de la compétition.                                                                  |
|  | Pts points ; G victoires ; N match nuls ; P défaites Bp buts marqués ; Bc buts encaissés ; Diff différence de buts |

Matchs
| 25 juillet 2012 | Colombie | 0-2   | Corée du Nord                       | Hampden Park, Glasgow                               |                                                     |
| 19h45, CEST     |          | (0-1) | 39e Kim Song Hui · 85e Kim Song Hui | Spectateurs : 18 900 Arbitrage : Carol Anne Chenard | Spectateurs : 18 900 Arbitrage : Carol Anne Chenard |
| 19h45, CEST     | Rapport  |       |                                     | Spectateurs : 18 900 Arbitrage : Carol Anne Chenard | Spectateurs : 18 900 Arbitrage : Carol Anne Chenard |

| 28 juillet 2012 | États-Unis                                             | 3-0   | Colombie | Hampden Park, Glasgow                         |                                               |
| 17h00 CEST      | 33e Megan Rapinoe · 74e Abby Wambach · 77e Carli Lloyd | (1-0) |          | Spectateurs : 11 313 Arbitrage : Thalia Mitsi | Spectateurs : 11 313 Arbitrage : Thalia Mitsi |
| 17h00 CEST      | Rapport                                                |       |          | Spectateurs : 11 313 Arbitrage : Thalia Mitsi | Spectateurs : 11 313 Arbitrage : Thalia Mitsi |

| 31 juillet 2012 | France           | 1-0   | Colombie | St James' Park, Newcastle                           |                                                     |
| 17h15 CEST      | 5e Élodie Thomis | (1-0) |          | Spectateurs : 13 184 Arbitrage : Quetzalli Alvarado | Spectateurs : 13 184 Arbitrage : Quetzalli Alvarado |
| 17h15 CEST      | Rapport          |       |          | Spectateurs : 13 184 Arbitrage : Quetzalli Alvarado | Spectateurs : 13 184 Arbitrage : Quetzalli Alvarado |

### Gymnastique

#### Artistique
Hommes
| Athlète            | Compétition | Appareils  | Appareils  | Appareils  | Appareils  | Appareils  | Appareils  | Qualification | Qualification | Appareils | Appareils | Appareils | Appareils | Appareils | Appareils | Finale | Finale |
| Athlète            | Compétition | S          | CA         | A          | SC         | BP         | BF         | Total         | Rang          | S         | CA        | A         | SC        | BP        | BF        | Total  | Rang   |
| ------------------ | ----------- | ---------- | ---------- | ---------- | ---------- | ---------- | ---------- | ------------- | ------------- | --------- | --------- | --------- | --------- | --------- | --------- | ------ | ------ |
| Jorge Hugo Giraldo | Individuel  | 13,400 64e | 12,166 63e | 14,933 20e | 15,466 42e | 13,633 60e | 13,500 57e | 83,098        | 33e           | -         | -         | -         | -         | -         | -         | -      | -      |

Femmes
| Athlète     | Compétition | Appareils  | Appareils  | Appareils  | Appareils  | Qualification | Qualification | Appareils | Appareils | Appareils | Appareils | Finale | Finale |
| Athlète     | Compétition | S          | SC         | BA         | P          | Total         | Rang          | S         | SC        | BA        | P         | Total  | Rang   |
| ----------- | ----------- | ---------- | ---------- | ---------- | ---------- | ------------- | ------------- | --------- | --------- | --------- | --------- | ------ | ------ |
| Jessica Gil | Individuel  | 13,066 53e | 13,533 62e | 12,633 61e | 12,266 61e | 51,498        | 42e           | -         | -         | -         | -         | -      | -      |

### Haltérophilie
| Athlète                           | Compétition | Arraché  | Arraché | Épaulé-jeté | Épaulé-jeté | Total  | Rang                               |
| Athlète                           | Compétition | Résultat | Rang    | Résultat    | Rang        | Total  | Rang                               |
| --------------------------------- | ----------- | -------- | ------- | ----------- | ----------- | ------ | ---------------------------------- |
| Carlos Berna                      | -56 kg      | 118 kg   | 10e     | 150 kg      | 7e          | 268 kg | 8e                                 |
| Sergio Rada                       | -56 kg      | 118 kg   | 10e     | 151 kg      | 6e          | 269 kg | 7e                                 |
| Óscar Figueroa                    | -62 kg      | 140 kg   | 3e      | 177 kg (RO) | 1er         | 317 kg | Médaille d'argent, Jeux olympiques |
| Doyler Eustoquio Sanchez Guerrero | -69 kg      | 138 kg   | 15e     | 170 kg      | 13e         | 308 kg | 14e                                |

| Athlète                  | Compétition | Arraché  | Arraché | Épaulé-jeté | Épaulé-jeté | Total  | Rang |
| Athlète                  | Compétition | Résultat | Rang    | Résultat    | Rang        | Total  | Rang |
| ------------------------ | ----------- | -------- | ------- | ----------- | ----------- | ------ | ---- |
| Rusmeris Villar Barbosa  | -53 kg      | 87 kg    | 8e      | 109 kg      | 7e          | 196 kg | 6e   |
| Jackelina Heredia Cuesta | -58 kg      | 100 kg   | 9e      | 125 kg      | 9e          | 225 kg | 10e  |
| Lina Marcela Rivas       | -58 kg      | 103 kg   | 4e      | -           | -           | -      | -    |
| Ubaldina Valoyes Cuesta  | -69 kg      | 111 kg   | 6e      | 135 kg      | 6e          | 246 kg | 6e   |

### Judo
| Athlète        | Compétition           | 1/16 de finale          | 1/8 de finale             | Quarts de finale        | Demi-finales        | Repêchage 1          | Repêchage 2          | Finale              | Finale |
| Athlète        | Compétition           | Adversaire Résultat     | Adversaire Résultat       | Adversaire Résultat     | Adversaire Résultat | Adversaire Résultat  | Adversaire Résultat  | Adversaire Résultat | Rang   |
| -------------- | --------------------- | ----------------------- | ------------------------- | ----------------------- | ------------------- | -------------------- | -------------------- | ------------------- | ------ |
| Yadinis Amaris | Moins de 57 kg femmes | exempte                 | Marti Malloy 0000/1000    | -                       | -                   | -                    | -                    | -                   | -      |
| Yuri Alvear    | Moins de 70 kg femmes | Maria Portela 0110/0000 | Antonia Moreira 0100/0001 | Lucie Décosse 0000/1000 | -                   | Raša Sraka 0100/0001 | Chen Fei · 0011/0001 | -                   | -      |

### Lutte
| Athlète            | Compétition | Qualification                                  | 1/8 de finale                    | Quarts de finale             | Demi-finales                       | Repêchage 1         | Repêchage 2                      | Finale              | Finale |
| Athlète            | Compétition | Adversaire Résultat                            | Adversaire Résultat              | Adversaire Résultat          | Adversaire Résultat                | Adversaire Résultat | Adversaire Résultat              | Adversaire Résultat | Rang   |
| ------------------ | ----------- | ---------------------------------------------- | -------------------------------- | ---------------------------- | ---------------------------------- | ------------------- | -------------------------------- | ------------------- | ------ |
| Lutte libre        |             |                                                |                                  |                              |                                    |                     |                                  |                     |        |
| Carolina Castillo  | -48 kg      | Battue par Davaasükhiin Otgontsetseg (MGL) 1-3 | –                                | –                            | –                                  | –                   | –                                | –                   | –      |
| Jackeline Rentería | -55 kg      | exempt                                         | Bat Kum Ok Han (PRK) 3-0         | Bat Lissette Antes (ECU) 3-1 | Battue par Tonya Verbeek (CAN) 0-3 | –                   | Bat Tetyana Lazareva (UKR) · 3-1 | -                   | -      |
| Ana Talia Betancur | -72 kg      | exempt                                         | Battue par Maider Unda (ESP) 0-3 | –                            | –                                  | –                   | –                                | –                   | –      |

### Natation
| Athlète                 | Épreuve          | Séries        | Séries | Demi-finales  | Demi-finales | Finale | Finale |
| Athlète                 | Épreuve          | Temps         | Rang   | Temps         | Rang         | Temps  | Rang   |
| ----------------------- | ---------------- | ------------- | ------ | ------------- | ------------ | ------ | ------ |
| Mateo de Angulo Velasco | 400 m nage libre | 3 min 57 s 76 | 26e    | NC            | NC           | -      | -      |
| Omar Pinzon             | 200 m papillon   | 2 min 02 s 32 | 34e    | -             | -            | -      | -      |
| Omar Pinzon             | 100 m dos        | 55 s 37       | 32e    | -             | -            | -      | -      |
| Omar Pinzon             | 200 m dos        | 1 min 58 s 20 | 15e    | 1 min 58 s 99 | 16e          | -      | -      |

| Athlète                 | Épreuve   | Séries        | Séries | Demi-finales | Demi-finales | Finale | Finale |
| Athlète                 | Épreuve   | Temps         | Rang   | Temps        | Rang         | Temps  | Rang   |
| ----------------------- | --------- | ------------- | ------ | ------------ | ------------ | ------ | ------ |
| Carolina Colorado Henao | 100 m dos | 1 min 01 s 81 | 28e    | -            | -            | -      | -      |
| Carolina Colorado Henao | 200 m dos | 2 min 13 s 64 | 27e    | -            | -            | -      | -      |

### Plongeon
| Athlète         | Compétition          | Éliminatoires                                       | Éliminatoires | Demi-finale                                         | Demi-finale | Finale | Finale |
| Athlète         | Compétition          | Points                                              | Rang          | Points                                              | Rang        | Points | Rang   |
| --------------- | -------------------- | --------------------------------------------------- | ------------- | --------------------------------------------------- | ----------- | ------ | ------ |
| Victor Ortega   | Haut-vol à 10 mètres | 450,60 (75,20, 67,50, 75,90, 73,60, 84,15 et 74,25) | 13e           | 439,55 (68,80, 63,00, 69,30, 78,40, 80,85 et 79,20) | 17e         | –      | –      |
| Sebastian Villa | Haut-vol à 10 mètres | 419,25 (78,40, 71,75, 37,95, 77,70, 80,85 et 72,60) | 22e           | –                                                   | –           | –      | –      |

### Taekwondo
Hommes
| Athlète            | Compétition | 1/8 de finale              | Quarts de finale                           | Demi-finales             | Repêchage 1         | Repêchage 2                | Finale              | Finale |
| Athlète            | Compétition | Adversaire Résultat        | Adversaire Résultat                        | Adversaire Résultat      | Adversaire Résultat | Adversaire Résultat        | Adversaire Résultat | Rang   |
| ------------------ | ----------- | -------------------------- | ------------------------------------------ | ------------------------ | ------------------- | -------------------------- | ------------------- | ------ |
| Óscar Muñoz Oviedo | -58 kg      | Mokdad El-Yamine (ALG) 8-1 | Tameem Mohammed Ahmed Al-Kubati (YEM) 14-2 | Joel González (ESP) 4-13 | -                   | Pen-Ek Karaket (THA) · 6-4 | -                   | -      |

### Tennis
| Athlète          | 1/32 de finale              | 1/16 de finale              | 1/8 de finale       | Quarts de finale    | Demi-finales        | Match pour la médaille de bronze | Finale              |   |
| Athlète          | Adversaire Résultat         | Adversaire Résultat         | Adversaire Résultat | Adversaire Résultat | Adversaire Résultat | Adversaire Résultat              | Adversaire Résultat |   |
| ---------------- | --------------------------- | --------------------------- | ------------------- | ------------------- | ------------------- | -------------------------------- | ------------------- | - |
| Alejandro Falla  | Roger Federer 3-6, 7-5, 3-6 | -                           | -                   | -                   | -                   | -                                | -                   |   |
| Santiago Giraldo | Ryan Harrison 7-5, 6-3      | Steve Darcis 7-63, 4-6, 4-6 | –                   | –                   | –                   | –                                | –                   | – |

| Athlète              | 1/32 de finale                | 1/16 de finale      | 1/8 de finale       | Quarts de finale    | Demi-finales        | Match pour la médaille de bronze | Finale              |
| Athlète              | Adversaire Résultat           | Adversaire Résultat | Adversaire Résultat | Adversaire Résultat | Adversaire Résultat | Adversaire Résultat              | Adversaire Résultat |
| -------------------- | ----------------------------- | ------------------- | ------------------- | ------------------- | ------------------- | -------------------------------- | ------------------- |
| Mariana Duque Mariño | Maria Kirilenko 0-6, 1-1, ab. | –                   | –                   | –                   | –                   | –                                | –                   |

| Athlètes                                | 1/16 de finale                    | 1/8 de finale       | Quarts de finale    | Demi-finales        | Match pour la médaille de bronze | Finale              |
| Athlètes                                | Adversaire Résultat               | Adversaire Résultat | Adversaire Résultat | Adversaire Résultat | Adversaire Résultat              | Adversaire Résultat |
| --------------------------------------- | --------------------------------- | ------------------- | ------------------- | ------------------- | -------------------------------- | ------------------- |
| Juan Sebastián Cabal / Santiago Giraldo | Marin Čilić / Ivan Dodig 3-6, 4-6 | -                   | -                   | -                   | -                                | -                   |

### Tennis de table
Femmes
| Athlète      | Compétition | Tour préliminaire | 1er tour                                                      | 2e tour          | 3e tour          | 4e tour          | Quarts de finale | Demi-finales     | Finale           | Finale |
| Athlète      | Compétition | Adversaire Score  | Adversaire Score                                              | Adversaire Score | Adversaire Score | Adversaire Score | Adversaire Score | Adversaire Score | Adversaire Score | Rang   |
| ------------ | ----------- | ----------------- | ------------------------------------------------------------- | ---------------- | ---------------- | ---------------- | ---------------- | ---------------- | ---------------- | ------ |
| Paula Medina | Simple      | exempte           | Battue par Tetiana Bilenko 1-4 (4-11, 2-11, 8-11, 11-8, 7-11) | -                | -                | -                | -                | -                | -                | -      |

### Tir

#### Qualification
390 tireurs participent aux Jeux olympiques, dont 28 du même pays au maximum. Ils doivent atteindre un score minimum de qualification dans les épreuves de qualifications, qui doivent avoir lieu durant les 24 mois précédant les Jeux. La qualification débute avec les Championnats du monde de tir 2010, soit presque deux ans avant les Jeux de Londres. Les compétitions permettant l'obtention de ces « quotas olympiques » sont les championnats du monde et continentaux à partir de 2010 ainsi que la Coupe du monde ISSF 2011.

#### Résultats
| Athlète     | Compétition | Qualification | Qualification | Finale | Finale |
| Athlète     | Compétition | Points        | Rang          | Points | Rang   |
| ----------- | ----------- | ------------- | ------------- | ------ | ------ |
| Danilo Caro | Trap hommes | 115           | 29e           | NC     | NC     |

### Tir à l'arc
| Athlète          | Compétition       | Tour préliminaire | Tour préliminaire | 1er tour                                      | 2e tour          | 3e tour          | Quarts de finale | Demi-finales     | Finale           | Finale |
| Athlète          | Compétition       | Score             | Rang              | Adversaire Score                              | Adversaire Score | Adversaire Score | Adversaire Score | Adversaire Score | Adversaire Score | Rang   |
| ---------------- | ----------------- | ----------------- | ----------------- | --------------------------------------------- | ---------------- | ---------------- | ---------------- | ---------------- | ---------------- | ------ |
| Daniel Pineda    | Individuel hommes | 664               | 32e               | Wang Cheng-pang 0-6 (24-25, 24-28, 24-26)     | -                | -                | -                | -                | -                | -      |
| Ana Maria Rendon | Individuel femmes | 657               | 12e               | Iria Grandal 2-6 (25-26, 27-21, 25-28, 27-29) | -                | -                | -                | -                | -                | -      |

### Triathlon
| Athlètes         | Compétition | Natation (1,5 km) | Transition 1 | Vélo (40 km) | Transition 2 | Course (10 km) | Temps           | Résultat |
| ---------------- | ----------- | ----------------- | ------------ | ------------ | ------------ | -------------- | --------------- | -------- |
| Hommes           |             |                   |              |              |              |                |                 |          |
| Carlos Quinchara | Hommes      | 18 min 02 s       | 47 s         | 59 min 37 s  | 31 s         | 35 min 13 s    | 1 h 54 min 10 s | 53e      |

### Voile
| Athlète(s)      | Compétition | Régate 1 | Régate 2 | Régate 3 | Régate 4 | Régate 5 | Régate 6 | Régate 7 | Régate 8 | Régate 9 | Régate 10 | Total net | Total net | Medal Race | Total | Rang |
| Athlète(s)      | Compétition | Score    | Score    | Score    | Score    | Score    | Score    | Score    | Score    | Score    | Score     | Score     | Rang      | Score      | Total | Rang |
| --------------- | ----------- | -------- | -------- | -------- | -------- | -------- | -------- | -------- | -------- | -------- | --------- | --------- | --------- | ---------- | ----- | ---- |
| Santiago Grillo | RS:X        | 35       | 34       | 34       | 33       | 39 (BFD) | 37       | 30       | 36       | 39 (DNF) | 24        | 302       | 37e       | -          | -     | -    |
| Andrey Quintero | Laser       | 40       | 31       | 37       | 25       | 39       | 41       | 36       | 39       | 50 (DNF) | 37        | 325       | 40e       | -          | -     | -    |

## Bilan
Les athlètes colombiens, avec une médaille d'or, trois médailles d'argent et quatre médailles de bronze se placent au 38e rang du classement des nations officiel prenant d'abord en compte le nombre de médailles d'or et au 30e du classement basé sur le nombre total de médailles. Ils réussissent l'objectif demandé par Baltazar Medina, le président du comité olympique colombien, qui était de remporter au moins cinq médailles.
Par ailleurs, la délégation colombienne remporte seize diplômes olympiques pour un total de 66 points, ce qui s'avère mieux que les précédents Jeux olympiques d'été à Pékin où ils en avaient obtenu douze pour 48 points.

## Faits marquants
En Judo - Femmes Moins de 70 kg - Le quart de finale : Yuri Alvear-Lucie Décosse, match le plus court de l'histoire du judo : 10 secondes.